# شربل اسكندر
شربل أسكندر هو ممثل وممثل صوت لبناني.

## أعماله

### المسلسلات
- مسلسل لعبة الموت
- مسلسل Cheri بالتقسيط

### أدواره في الدبلجة العربية
- فتيات القوة - العمدة (الصوت الأول)
- مريم المقدسة

## وصلات خارجية
- شربل اسكندر على موقع IMDb (الإنجليزية)
- شربل اسكندر على موقع قاعدة بيانات الأفلام العربية
- شربل اسكندر على موقع قاعدة بيانات الفيلم (الإنجليزية)